# Mitsuki Yayoi
Mitsuki Yayoi (弥生 みつき Yayoi Mitsuki; Tokio, 15 de marzo de 1963) es una seiyū japonesa. Ha participado en series como Blue Seed, Urusei Yatsura y Mobile Suit Gundam: Char's Counterattack, entre otras.

## Roles interpretados

### Series de Anime
- Blue Seed como Kaede Kunikida
- Detective Conan como Mamegaki Taeko (ep 21)
- Eat-Man como Jessica
- Ghost in the Shell: Stand Alone Complex como Cruzkowa (ep 19)
- Karakurizōshi Ayatsuri Sakon como Maya Nishihara
- Ranma ½ como Tsukasa
- Urusei Yatsura como Nagisa Shiowatari
- Zenki como Koin (eps 18-20)

### OVAs
- Blue Seed Ver. 1.5 como Kaede Kunikida
- Condition Green como Maria Winter
- Gin Rei como Black Ginrei
- Girl from Phantasia como Maron
- Green Legend Ran como Aira
- Legend of Crystania: The Chaos Ring como Adelishia
- Sekai no Hikari: Shinran Seijin como Matsumushi
- Shamanic Princess como Lena
- TO-Y como Hiderō Koishikawa/Sonoko Morigaoka
- Yoroiden Samurai Troopers: Message como Suzunagi

### Películas
- Hajimari no Bōkensha-tachi - Legend of Crystania como Adelishia
- Mobile Suit Gundam: Char's Counterattack como Chan Agi
- Ōritsu Uchūgun - Honneamise no Tsubasa como Riquinni Nonderaiko

### Radio Drama
- Gaia Gear como Krishna Pandent